# 줄리 미첨

줄리 미첨(Julie Mitchum, 1914년 7월 23일 ~ 2003년 2월 21일)은 미국의 배우, 영화배우이다.
찰스턴에서 태어났다.

## 영화
- 헌티드 힐 (1959년) - 루스 브리저스 역
- 비상착륙 (1954년)